# Hervormde kerk (Fijnaart)
De Hervormde kerk van Fijnaart is een kerkgebouw uit 1875 dat zich bevindt aan Kerkring 1.
De kerk bevindt zich op een centrale plaats in het dorp, omringd door een vierkantig kerkhof waaromheen een kerkgracht is gelegen. Het gebouw is ontworpen door de Leidse architect Carel Blansjaar. Ze verving een gebouw op dezelfde plaats uit 1645, dat bouwvallig was geworden.
Hoewel de plattegrond van de kerk kruisvormig is, is de kerkzaal T-vormig, daar een van de kruisarmen in gebruik is voor andere functies. De kerk heeft tuitgevels en een vooruitspringende geveltoren.
Het interieur bevat een eikenhouten preekstoel uit 1674.

## Externe bron
- ReliWiki